# Saint-Jean-de-Cuculles
Saint-Jean-de-Cuculles è un comune francese di 453 abitanti situato nel dipartimento dell'Hérault nella regione dell'Occitania.

## Società

### Evoluzione demografica
Abitanti censiti